# Shanghai Dreams
Shanghai Dreams (en chino 青红) es una película china de 2005 dirigida por Wang Xiaoshuai y protagonizada por Gao Yuanyuan, Li Bin, Tang Yang, Wang Xiaoyang y Yao Anlian. El largometraje se estrenó el 17 de mayo de 2005, dentro de la sección oficial del Festival de Cannes y fue galardonada con el Premio del Jurado.

## Trama
En los años 1970, por recomendación del gobierno, muchas familias salieron de las ciudades chinas para establecerse en las zonas pobres, con el fin de desarrollar la industria local. La protagonista de la cinta tiene 19 años y vive en la provincia de Guizhou con sus padres y su hermano. Allí creció, al igual que sus amigos, y en ese lugar conoció a su primer amor. Pero su padre considera que su futuro está en Shanghái.

## Premios
La cinta fue estrenada en el Festival de Cannes de 2005 donde compitió dentro de la selección oficial por la Palma de Oro, y donde fue recompensada con el Premio del Jurado.

## Reparto
- Gao Yuanyuan como Wu Qinghong.
- Yao Anlian como Wu Zemin, el padre de Qinghong.
- Li Bin como Fan Honggen, un chico de quien Qinghong se enamora.
- Tang Yang como Meifen, madre de Qinghong y esposa de Zemin.
- Wang Xueyang como Xiaozhen, una amiga de Qinghong.
- Qin Hao como Lu Jun, un muchacho de quien Xiaozhen está enamorada.
- Wang Xiaofen el hermano de Qinghong.
- Dai Wenyan como la madre de Xiaozhen.
- Lin Yuan como el padre de Xiaozhen.
- You Fangming como el padre de Lu Jun.
- Sun Qinchang como Wang Erhua.